# Вуглярка
Вуглярка — яма для випалювання деревного вугілля з деревини. Робітник такого промислу називався «вугляр» або «курач».
Відомі з етнографічних та археологічних досліджень вугільні ями на території України являли собою котлован, округлий або пів квадратний, діаметром до 2 м. Внутрішня поверхня могла бути вимащена глиною. Для отримання вугілля яма заповнювалася деревиною, закривалася зверху дерном, а за потреби вимащувалася глиною. Зверху та з боків лишали невеличкі отвори для доступу повітря, через них же деревина і підпалювалася. Процес випалу вугілля тривав від декількох діб до місяця, в залежності від типу, якості та кількості деревини. Деревина мусила тліти, а не горіти й у випадку зайвого розігріву, отвори для повітря терміново затулялися. Вихід деревного вугілля становив не більше 12% за вагою.